# مجموعه گیلواران (تپه و قبرستان)
مجموعه گیلواران (تپه و قبرستان) مربوط به عصر برنز است و در شهرستان خرم‌آباد، بخش مرکزی، روستای گیلواران پائین واقع شده و این اثر در تاریخ ۱۲ بهمن ۱۳۸۱ با شمارهٔ ثبت ۷۱۰۹ به‌عنوان یکی از آثار ملی ایران به ثبت رسیده است.